# 1531

## أحداث
- 1 يناير - إنشاء مدينة ريو دي جانيرو البرازيلية على المحيط الأطلنطي.
- فبراير أو مارس - معركة أنتيكيا: أحمد بن إبراهيم الغازي حاكم سلطنة عدل يهزم الجيش الإثيوبي.
- 16 أبريل: تأسيس مدينة مدينة بويبلا وتقع حاليا في المكسيك.
- 18 أغسطس: تأسيس مدينة سانتا إيلينا على يد فرانثيسكو بيثارو وتقع حاليا في الإكوادور.
- 28 أكتوبر - معركة أمبا سيل: هزم الإمام أحمد بن إبراهيم الغازي مرة أخرى جيش إمبراطور إثيوبيا دويت الثاني. وهكذا يقع الجزء الجنوبي من إثيوبيا تحت سيطرة الإمام أحمد.

### التاريخ غير محدد
- تأسيس مدينة كامبيتشي وتقع حاليا في المكسيك.
- تأسيس مدينة تبيك وتقع حاليا في المكسيك.
- 1531 - استولى خير الدين بربروس على تونس مجبرا الملك الحسن بن محمد الحفصي على الفرار.
- 1531 - انفصلت الكنيسة الإنجليزية عن الكنيسة الكاثوليكية الرومانية، واعترفت بالملك هنري الثامن كرئيس لها.
- 1531 - تأسيس مدينة غوادالاخارا المكسيكية على يد الأسبان.
- 1531 - طباعة النسخة اللاتينية من كتاب الحياة لأبو اسحق البطروجي بعد ترجمته من اللغة العربية في فيينا.
- 1531 - تأسيس جامعة غرناطة بمبادرة من الامبراطور كارلوس الخامس.

## مواليد
- 6 ديسمبر - فسبازيانو غونزاغا، راعي فنون إيطالي.

## وفيات
- 7 يوليو - تيلمان ريمنشنايدر، نحات وحفار خشب ألماني.
- 17 يوليو - هوسوكاوا تاكاكوني، ضابط حربي ياباني.